# Herreruela (ort)
Herreruela är en ort i Spanien.   Den ligger i provinsen Provincia de Cáceres och regionen Extremadura, i den västra delen av landet, 290 km väster om huvudstaden Madrid. Herreruela ligger 325 meter över havet och antalet invånare är 410.
Terrängen runt Herreruela är platt åt nordost, men åt sydväst är den kuperad. Runt Herreruela är det mycket glesbefolkat, med 3 invånare per kvadratkilometer. Närmaste större samhälle är Aliseda, 18,8 km öster om Herreruela. Omgivningarna runt Herreruela är huvudsakligen savann.